# إبراهيم محمد هيكل
إبراهيم محمد هيكل جندي مصري سابق من طنطا محافظة الغربية (وسط الدلتا). حارب باليمن في الفترة 1962 - 1967م ضمن قوات الجيش المصري المساند لثورة 26 سبتمبر 1962 ضد الملكيين في شمال اليمن عندما كان في العشرينيات من عمره وبعد الحرب استقر باليمن وتزوج من يمنية حتى قتل بقذيفة حوثية في الزاهر آل حميقان بمحافظة البيضاء في مارس 2017 فاعتبر آخر جندي مصري يقتل باليمن